# صيغة ملف
صيغة الملف (بالإنجليزية: File Format)‏ هي طريقة معينة لصياغة المعلومات من أجل تخزينها في ملف حاسوب.
حيث أن القرص الصلب أو أي وسط تخزيني للحاسوب لا يمكنه تخزين إلا بتات، لذا على الحاسوب أن يحول المعلومات إلى أصفار وآحاد والعكس.
يوجد أنواع مختلفة من الصيغ لكل نوع من أنواع المعلومات المختلفة. على سبيل المثال مستندات معالج الكلمات، هناك العديد من الصيغ المختلفة للمستندات، تتنافس هذه الصيغ مع بعضها البعض في المميزات.